# Освіта у Броварах

## Історична довідка
Розвиток народної освіти в м. Бровари бере початок у XVII ст. Саме тоді Україна, виборовши державність у багаторічних національно-визвольних війнах проти татаро-польських поневолювачів, розширювала мережу шкіл, в яких навчали живою українською і церковнослов'янською мовами.
Бровари, як свідчить географічний словник Російської держави 1801 р., за складом населення були переважно козачим містечком, в якому функціонували дяківські, а пізніше й церковнопарафіяльні школи.
Уже в перші роки XVIII ст. російське самодержавство доклало зусиль, аби витіснити зі шкіл живу українську мову, а церковнослов'янські і давні українські книги замінити російськими.
За дослідженнями Д. М. Гамалія, замість дяківських і напівофіційних початкових шкіл, що були раніше в Броварах, у 1802 р. офіційно відкривають першу початкову однокласну церковнопарафіяльну школу з російською мовою викладання. У 1868 р. починає працювати земська початкова школа. Через п'ять років вона дістає назву «народна» і підпорядковується Острозькому: повітовому земству; в ній навчається 57 дітей. Водночас не було жодної середньої чи навіть так званої вищої початкової школи. У ті часи утвердилися два типи школи — церковнопарафіяльна (трикласна) і земська (чотирирічна) початкові, обидві — з російською мовою викладання.
Броварська церковнопарафіяльна початкова школа містилася у дерев'яному приміщенні на розі сучасних вулиць Кірова і Л. Толстого, неподалік від церкви святих Петра і Павла, куди учнів водили на моління під час релігійних свят. У 1910–1911 рр. збудували нове приміщення Броварської земської початкової школи на місці, де тепер загальноосвітня школа І-Ш ступенів № 3. Учні користувалися такими підручниками: Буквар, Псалтир, Читанка, Книга для класного читання, Задачник для початкової школи, Молитовник. Наповнюваність класів змінювалася, хоча в них мало бути ЗО учнів віком від 8 до 12 років. Навчання було необов'язковим.
Напередодні 1917 р. діяло дві початкові школи — церковнопарафіяльна і земська, в яких працювало 7 учителів (троє — у церковнопарафіяльній і четверо — у земській).
1921 р. у містечку працювали дві початкові школи з чотирирічним терміном навчання. Одну з них — початкову (колишню земську) в кращому приміщенні перетворюють на семирічну школу ім. І.Франка. Колишня церковнопарафіяльна школа (загальноосвітня МИ ступенів № 1) була початковою, в ній навчалися діти від 1-го до 4-го класу. Після закінчення курсу вони мали змогу продовжувати навчання в Броварській семирічній школі ім. І.Франка (загальноосвітня школа № 3), де були навіть паралельні класи (початкові). У ній навчалося понад 300 учнів. Збільшувалася й кількість учителів. їх освітній рівень був такий: учителів, які закінчили вчительські семінари, — два; єпархіальні училища — три; підготовчі курси на звання «Учитель початкових класів» — два; педшколу — один.
У старших класах (5-7-х) працювали здебільшого вчителі, які закінчили вчительські семінарії, педтехнікуми і вчительські інститути. У 1929 р. 42 учні одержали свідоцтво про семирічну освіту.
1933 р. школа ім. І.Франка здобула статус десятирічної. Контингент учнів зріс до 700.
1938 р. розпочато будівництво нової двоповерхової середньої школи. У цей час керівництво освітою здійснював Броварський районний відділ народної освіти на чолі з В. Я. Леоновою, учителем з вищою педагогічною освітою.
У роки Німецько-радянської війни німецькі окупанти зруйнували в Броварах усі шкільні приміщення і знищили майно. Після визволення міста в 1943 р, середню школу № 1 швидко відбудували силами громадськості і воїнів. У серпні 1944 р. відбувся перший повоєнний випуск учнів, які закінчили 7 класів.
Йшли роки, десятиліття, змінювалася й оновлювалася освітня система. У 1972 р. Бровари набули статус міста обласного підпорядкування. У зв'язку з цим Броварський міськвиконком ухвалив рішення про створення відділу освіти. Із 1972 р. до 1975 р. його очолював П. В. Хоптій. За його ініціативою було створено Раду з народної освіти з педагогів міста і представників громадськості.
З 1975 р. до 1983 р. на посаді завідувача міськвно перебував П. П. Білокінь. Створено методичний кабінет на чолі із О.X.Сахно (1976–1977 рр.). Пізніше його очолювали В. П. Ярошенко (1975–1981 рр.), Г. І. Бобрукевич (1981–1985 рр.).
З 1983 р. до 1994 р. міський відділ освіти очолював В. М. Троценко, завідувачкою методкабінету у 1985 р. призначають Л. М. Василенко. Саме з ініціативи цих керівників та завідувача відділу освіти М. М. Скирти з 1995 по 2000 р. розпочався новаторський пошук педагогів міста. Широко впроваджуються у навчальний процес диференціація, створюються класи з поглибленим вивченням низки предметів, запроваджується профільне навчання.
Працюючи над упровадженням нового змісту та технологій навчання виховання, методична служба міста розробила рекомендації з найактуальніших проблем оновлення освіти. Характерною ознакою модернізації змісту освіти міста стала інноваційна діяльність. До різноманітних експериментальних пошуків залучено кожен третій навчальний заклад міста, де апробуються педагогічні концепції, ідеї, технології навчання. Так, ЗОШ І-ІІІ ступенів № 2 тісно співпрацює з лабораторією початкового навчання Інституту педагогіки АН України з питань апробації нового змісту навчання в початковій школі (науковий керівник проекту О. Л. Савченко); гімназія ім. Степана Олійник співпрацює з Українським інноваційним центром гуманітарної освіти, про що укладені відповідні угоди та на Всеукраїнському рівні співпрацює Міжнародним фондом «Відродження» за двома напрямами: апробація, програми «ФОМ», реалізація програми «Крок за кроком»; навчально виховний комплекс — проводить пілотування проекту «Громадянин» (кер. К. Б. Сдобнякова). З Харківським центром розвивального навчання (науковий керівник: Дусавицький О.), відповідно до Угод співпрацюють: спеціалізована школа № 5, ЗОШ І-ІІІ ступенів № 2. ЗОШ І-ІІІ ступенів № 10, НВК, спеціалізована, школа № 5 з поглибленим вивченням іноземних мов упроваджують; практику комплексну програму розвитку дітей «Росток» (Сумський педінститут, науковий керівник Т. О. Пушкарьова).
З метою скоординованості дій управління освіти, методичної служби міста з науково-дослідницькими інститутами, науково-методичними центрами у вирішенні питань інноваційної педагогіки укладена угода з Інститутом педагогіки Академії педнаук України. Моніторинг нового змісту та технологій навчання і виховання дає підстави стверджувати, що навчальні заклади і вчителі, які працюють в інноваційному режимі, мають більш високі досягнення в навчанні і виховання учнів, у роботі з обдарованими дітьми, в цілому у створенні позитивного іміджу навчального закладу, освіти міста.

## Шкільні заклади

### Броварська спеціалізована школа I–III ступенів №7
Броварська спеціалізована школа I–III ступенів № 7 була заснована в 1973 році. Першим її директором був Бега Григорій Денисович, першим завучем старших класів — Яременко Андрій Іванович, а молодших — Коваль Любов Андріївна. До школи прийняли більше ніж 2300 учнів, які навчалися у дві зміни. Її зовнішній вигляд суттєво відрізнявся від того, що ми можемо побачити зараз: був тільки центральний корпус, не було навіть спортивного залу. Та вже у 1974 році школу добудували. Другим директором був Демчук Валерій Степанович. А третім, з квітня 1982 — по вересень 1985, була Артемчук Ганна Романівна, яка зараз працює в школі вчителем математики.
Завучем в цей час був Прус Євген Мартинович. Четвертим директором школи № 7 став Маруняк Володимир Антонович. П'ятим — Скорб Юрій Миколайович.
Шостим — Зубенко Ніна Михайлівна. В цей час і починається новий етап життя школи, її зовнішнє і внутрішнє оновлення. Вона стає спеціалізованою, створюються класи суспільно-гуманітарного і природничого профілю, мультимедійний кабінет, починається її технічне оснащення. Сьомим директором у 2005 році став Приказчик Петро Васильович, котрий продовжив почате. За нього відкрито музей «Світлиця».
Восьмим директором стала Прянішнікова Катерина Валеріївна. Під час її роботи відбувся ремонт багатьох приміщень школи, урочисте відкриття спортивного і актового залів. Усі кабінети зазнали кардинальних змін, тепер вони відповідають сучасним стандартам.
В 2012 році директором школи стала Жигулова Ольга Андріївна.
Це цікаво знати: перший математичний клас в Броварах було створено під керівництвом Бурець Лідії Тимофіївни в нашій школі, в ньому навчалися найздібніші учні міста. Пізніше класи були сформовані у всіх школах.
Школа має єдиний на все місто комп'ютеризований кабінет біології, де за допомогою комп'ютера дані з мікроскопа переносяться на екран.
З 2005 по 2010 рік школа випустила 23 золотих і 10 срібних медалістів.

### Загальноосвітня школа І-ІІІ ступенів №9
Першого вересня 1981 р. щойно відкрита середня школа № 9 зустріла 1627 учнів. Директором школи призначено І. Ф. Кравченко. Педагогічний колектив сформовано із учителів міста і випускників педагогічних вузів. Попереду копітка робота з обладнання приміщення і території школи, благоустрій спортивного майданчика, організація навчально-виховного процесу. З перших днів починає працювати бібліотека, запроваджено курс «Живи, книго!», У літній період у школі відкривають табір праці і відпочинку.
1983 р. відбулися зміни в керівництві школи — директором призначено М. М. Скирту. Школа найбільша в місті за кількістю учнів і вчителів. На базі навчального закладу в другу зміну працює дитяча музична школа № 2.
До 40-річчя звільнення міста від фашистських загарбників у школі створено раду військово-патріотичного виховання. Активізується спортивна робота. Школярі беруть участь у міських змаганнях з гандболу, легкої атлетики, лижних перегонів у стартах надій. За досягнення в розвитку фізичної культури і спорту школу нагороджено Грамотою міського відділу освіти.
У 1990/1991 навчальному році школу очолює О. І. Любімов. Залишаючись російськомовним закладом, школа запроваджує обов'язкове вивчення української мови всіма учнями. Розпочато оформлення рекреації української мови та літератури. Художник О. М. Сиволожська створила панно за мотивами «Лісової пісні» Лесі Українки, учитель О. А. Гудим-Левкович написав портрет Т. Г. Шевченка.
Педагогічний колектив докладає зусиль для підвищення якості знань учнів, що позначилося на досягненнях навчального закладу. На міській виставці з технічної творчості команда школи виборола перше місце. У школі відкрито політичний клуб, який очолив учитель історії М. С. Терновенко. Учні школи вперше взяли участь у Міжнародному конкурсі «Україна-Америка» — акт на підтримку свободи, і двоє з них вибороли перші місця.
1995 р. школу очолив М. Г. Кореньков. На міському конкурсі «Учитель року-96» перемогла вчитель російської мови і літератури І. О. Чекмезова. Учителю фізики Л. Г. Куксі присвоєно почесне звання «Заслужений учитель України».
1997 р. Навчальний заклад після ліцензування одержав документ на право середньої загальноосвітньої школи № 9 продовжувати освітню діяльність. Учителі зарубіжної літератури та музики Т. І. Вовк і Л. П. Ліпінська написали гімн школи. Почав працювати осередок Малої академії наук України з фізики (керівник Л. Г. Кукса). У міському конкурсі-захисті робіт членів МАН з фізики перше місце посів учень О.Шатило, друге — О.Река та А.Чайка.
У 1998 р. створено ще один осередок МАН України -історико-правознавчий. Учениця О. Нестерова в обласному конкурсі-захисті робіт з правознавства посіла третє місце. Учнів А.Заєць та В.Семикіна визнано переможцями міжнародного конкурсу з іноземної мови і запрошено на рік до США.
У 2000–2001 рр. розширено осередок Малої академії наук з історико-правознавчої тематики.

### Броварська районна вечірня загальноосвітня школа II-ІІІ ступенів
Районна вечірня загальноосвітня школа є однією з наймолодших в освітній системі Броварщини.
До 1956 р. при навчальних закладах функціонували класи сільської молоді, але з 1958 р. почали працювати консультаційні пункти Броварської районної вечірньої школи — у зв'язку з освітнянською реформою в районі.
Перші пункти відкрили при Літківський і Русанівській середніх школах. У 1958–1975 рр. Літківський навчально-консультаційний пункт Броварської районної школи закінчили 165 осіб (більшість із них працювала в Літках). Русанівський навчально-консультаційний пункт за цей час закінчили 189 осіб (30 з них вступили до вищих навчальних закладів).
1961 р. навчально-консультаційні пункти відкрили при Гоголівській і Троєщинській школах (середню освіту здобули 270 учнів). У 1961/1962 навчальному році Троєщинський навчально-консультаційний пункт Броварської районної вечірньої школи відвідувало 70 учнів.
У 1963 р. при Калинівській восьмирічній школі та Великодимирській, Княжицькій, Требухівській середніх школах було організовано навчально-консультаційні пункти Броварської районної середньої заочної школи. Водночас почали працювати навчально-консультаційні пункти при Калитянській і Красилівській середніх школах.
Консультаційний пункт при Калитянській середній школі у 1978/1979 навчальному році, відвідували 55 молодих робітників, зайнятих на підприємствах селища. Тут уперше запровадили сесійну форму навчання.
З 1980 р. почав функціонувати Семиполківський навчально-консультаційний пункт, де середню освіту здобували робітники місцевого радгоспу і птахофабрики.
На 2003 р. Броварська районна вечірня загальноосвітня школа II-ІІІ ступенів має 11 навчально-консультаційних пунктів, в яких навчалося 585 учнів.

## Вищі навчальні заклади
У системі освіти м. Бровари Київської області діють п'ять вищих навчальних закладів.

### Економіко-технологічний університет м. Бровари
Вищий навчальний заклад «Економіко-технологічний університет» почав свій відлік з грудня 2001 року і є правонаступником Броварської філії Харківського інституту управління — навчального закладу недержавної форми власності третього рівня акредитації, заснованого у 1991 році. В Університеті навчання здійснюється на економічному та юридичному факультетах.
Університет входить до системи вузів Міністерства освіти і науки України, є колективним членом Асоціації навчальних закладів України приватної форми власності і готує фахівців з економіки та правознавства, орієнтованих на господарювання в ринкових умовах за спеціальностями «Фінанси», «Облік і аудит», «Маркетинг», «Менеджмент організацій», «Правознавство».
Концепція діяльності Економіко-технологічного університету передбачає підготовку кадрів для фінансово-кредитних установ, комерційних структур та банків, а також організацію наукових досліджень з актуальних проблем сучасної економіки та права; організацію виробничо-комерційних стажувань; надання послуг підприємствам у розробці ринкової стратегії і тактики підприємства: впровадження комп'ютерних та інформаційних технологій у систему менеджменту підприємств.
Після закінчення навчання в Університеті студенти отримують кваліфікацію бакалавра з напряму економіки і підприємництво, спеціаліста з напряму економіки підприємництво і магістра з напряму економіки і підприємництво, а також бакалавра з правознавства.
Структурним підрозділом Університету є Коледж, що готує молодших спеціалістів зі спеціальностей «Фінанси», «Бухгалтерський облік», «Біржова діяльність». Після закінчення навчання студенти Коледжу отримують диплом молодшого спеціаліста відповідної кваліфікації державного зразка та атестат про повну загальну середню освіту і поза конкурсом зараховуються на третій курс Університету відповідної спеціальності.
Професорсько-викладацький склад та навчально-матеріальна база забезпечують високий рівень підготовки спеціалістів економічного, юридичного та управлінського напряму.
Економіко-технологічний університет підтримує наукові контакти, як з вищими навчальними закладами України, так і країн-сусідів Угорщини та Туреччини. Також укладено з ними угоди про обмін студентами для проходження практики за відповідним фахом.
Сьогодні до послуг студентів навчальні кабінети, аудиторії, сучасні комп'ютерні класи, читальний зал, один з найкращих у місті навчально-спортивний комплекс з обладнанням та тренажерним залом, медпункт, кафе, гуртожиток, автошкола.
Додатково студенти мають можливість пройти навчання за програмою «Військова підготовка» на базі Національного транспортного університету. Після успішного завершення навчання випускникам присвоюється звання «молодший лейтенант запасу» Збройних сил України.
Президент Економіко-технологічного університету Сазонова Людмила Іванівна, філософ за першою освітою, економіст, менеджер-управлінець — за другою. Ад'юнкт-професор економічної теорії і права, доцент.